# William von Simpson
Emil Hippolyt Elisar William von Simpson (* 19. April 1881 in Nettienen (westlich von Georgenburg in Ostpreußen); † 11. Mai 1945 in Scharbeutz, Schleswig-Holstein) war ein deutscher Schriftsteller.

## Biografie

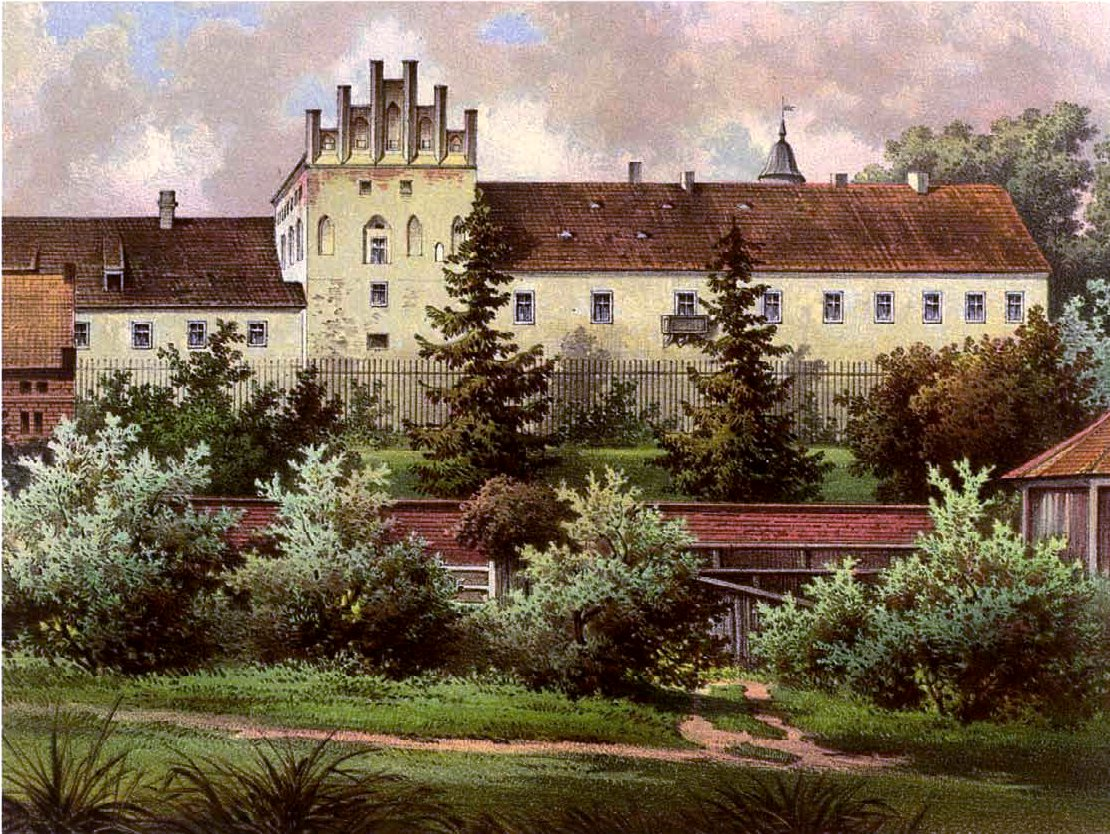
Schloss Georgenburg um 1860, Sammlung Alexander Duncker

William von Simpson war das älteste von sechs Kindern des Gutsbesitzers William Alexander George von Simpson (1853–1899) und dessen Frau Ellen, geborene von der Groeben (1854–1934). Er besuchte das Insterburger Gymnasium (vermutet, nach Aussage eines Mitschülers). Er absolvierte eine Landwirtschaftslehre, dann seinen Militärdienst und war zeitweise Kolonialoffizier in Deutsch-Südwestafrika. Danach kaufte Simpson das Gut Groß Lauth im Kreis Preußisch Eylau.
1913 trat er eine Stelle als Landstallmeister des Lippischen Gestüts Lopshorn an. Ab 1914 diente er als Soldat im Ersten Weltkrieg mit Einsätzen auf dem Balkan und im vorderen Orient.
Nach dem Ersten Weltkrieg lebte Simpson fünf Jahre in Brasilien, dann in Berlin, Österreich und der Rominter Heide in Ostpreußen. 1935 ließ er sich in Scharbeutz in der Villa Klein Beeren an der Ostsee nieder, wo er während des Einmarsches der Engländer im Mai 1945 seinem Leben ein Ende setzte. Seine letzte Ruhestätte ist der Waldfriedhof der Gemeinde Timmendorfer Strand (Feld G2, Grab Nr. 36a).
Der Simpsonweg in Berlin-Lichtenrade wurde 1957 nach ihm benannt.
Von Simpson war verheiratet mit Margot von Simpson (1888–1953), geschiedene von Herder, geb. von Gustedt aus dem Harzort Berßel. Margot war ebenfalls schriftstellerisch tätig: Fürst Woronzeff (1929), Reiterin in Tag und Traum (1938). Das Ehepaar Simpson hatte zwei Kinder, eines war der spätere Autor Hubertus William von Simpson (* 1919).

## Schriftsteller
Das Werk William von Simpsons wird zur Unterhaltungsliteratur gezählt. Simpson las viel und schrieb während seiner Kriegseinsätze und seiner vielen Reisen, beginnend mit zwei Büchern während des Ersten Weltkriegs. An seinem Hauptwerk Die Barrings arbeitete er 20 Jahre lang. Dieser zweibändige Roman ist eine Familiengeschichte in großem Stil: Die Barrings (1937) und Der Enkel der Barrings (1939). Geschildert werden mehrere Generationen einer Familie des ostpreußischen Landadels in den wilhelminischen Jahren ab 1875 bis 1914.
Diese Familiensaga wurde durch den Roman Das Erbe der Barrings von Hubertus William von Simpson, dem Sohn von William, im Jahre 1956 fortgesetzt: Hamburg 1956. Damit ergab sich eine Trilogie von Vater und Sohn Simpson über „Die Barrings“.
Beschrieben hat William von Simpson auch seinen Ritt von Peest im Landkreis Schlawe in Pommern nach Konstantinopel.

## Hauptwerke
- Die Barrings. Rütten und Loening, Potsdam 1937. Erschienen später auch unter dem Titel Die Barrings. Der große Ostpreußenroman, Heyne 1974.
- Der Enkel. Rütten und Loening, Potsdam 1939.

## Nebenwerke
- Im Sattel vom Ostseestrand bis zum Bosporus. Stilke, Berlin 1915.
- Tagesfragen zur deutschen Landpferdezucht. Stilke, Berlin 1917.